# Samsung Engineering
Pour les autres sujets connus sous le nom abrégé de Samsung, voir Samsung.
Samsung Engineering (en coréen : 삼성엔지니어링), initialement Korea Engineering, est une société d'ingénierie coréenne fondée le 20 janvier 1970, et filiale du Groupe Samsung. Elle fournit des services d'ingénierie, notamment des études de faisabilité, de conception, d'approvisionnement, de construction et de mise en service. La société a réalisé des projets dans plus de 38 pays, avec une présence établie en Arabie saoudite, aux Émirats arabes unis, en Algérie, en Inde, en Thaïlande, à Trinité-et-Tobago et au Mexique.

## Histoire
Korea Engineering est fondée en 1970 par le gouvernement coréen en tant que première société d'ingénierie du pays. Elle est rachetée par le Groupe Samsung en 1978. Entre 1970 et 1990, le gouvernement coréen souhaite développer les industries lourdes et chimiques du pays, et donne à Korea Engineering des projets de raffinerie, d'engrais et de pétrochimie.
Korea Engineering est renommée en Samsung Engineering en 1991. En 1993, l'entreprise obtient son premier projet à l'étranger, une usine de séparation de gaz naturel en Thaïlande. Tout au long des années 1990 et 2000, Samsung Engineering poursuit son expansion internationale, et les projets internationaux représentent désormais la majorité des activités de l'entreprise.
Dans les années 2010, Samsung Engineering s'est développée dans de nouveaux domaines d'activité, notamment les centrales électriques et les aciéries, et a parallèlement pris en charge des projets complexes d'un milliard de dollars en Arabie saoudite et aux Émirats arabes unis. Ces projets ont cependant échoué, entraînant une perte de 1,3 milliard de dollars américains en 2015.
Choi Seong-an est le président de Samsung Engineering.

## Actionnaires
Principaux actionnaires au 3 novembre 2020 :
| Samsung SDI                            | 11,7% |
| Service National des Pensions de Corée | 8,19% |
| Samsung C&T                            | 6,97% |
| The Vanguard Group                     | 2,42% |
| Samsung Engineering Stock              | 1,66% |
| Lee Jae-yong                           | 1,54% |
| Fidelity Investments Singapore         | 1,03% |

## Activités

### Hydrocarbures
Traitement et traitement du gaz (GOSP, GSP), GNL (liquéfaction, regazéification), pipelines, offshore, distillation (CDU, VDU), Hydro-traitement, craquage et cokéfaction (hydrocraqueur, cokéfaction retardée), craquage au naphta / éthane / propane, éthylène, Propylène, aromatiques, engrais, polymères, U&O

### Industriel et environnemental
Informatique, fabrication, produits pharmaceutiques, traitement des eaux usées, traitement des eaux usées, traitement de l'eau, réutilisation de l'eau, dessalement, eau ultra-pure, prévention de la pollution atmosphérique, traitement des déchets

### Construction
Samsung Engineering est impliquée dans la construction de plusieurs infrastructures sportives, dont celle du stade de la Coupe du monde de Séoul en 2001.
Elle est aussi indirectement présente dans d'autres projets internationaux, comme celui du Burj Khalifa, via la société sœur Samsung C&T.